# Proxy Paige
Proxy Paige (Bismarck, Dakota del Norte; 19 de mayo de 1989) es una actriz pornográfica, modelo erótica y directora estadounidense.

## Biografía
Natural de la ciudad de Bismarck, ciudad del condado de Burleigh de Dakota del Norte, Proxy Paige, nombre artístico de Naomi Field, nació en mayo de 1989 en el seno de una familia con ascendencia francesa y rusa. Tras cumplir los 18 años se marchó a vivir a Scottsdale (Arizona), donde llegó a trabajar en un sexshop. Empezó en el mundo de la pornografía, después de que una amiga suya mandase unas fotos a un sitio erótico por error y le llegara una oferta para rodar sus primeras escenas.
Con todo ello, acabaría debutando como debutó como actriz pornográfica en 2009, con 20 años. Ha trabajado con productoras como Evil Angel, Nubiles, Burning Angel, Pure Play Media, Mile High, 3rd Degree, Kink.com, Brazzers, Reality Kings, Bluebird Films, Elegant Angel, Marc Dorcel, Girlfriends Films o Devil's Film, entre otras.
A los pocos años de comenzar en la industria pornográfica, decidió instalarse en Ámsterdam (Países Bajos), buscando nuevas oportunidades en el cine X en la parcela europea, realizando tanto películas como actriz como directora.
En 2013 logró su primera nominación en los Premios AVN, en la categoría de Mejor escena escandalosa de sexo, junto a Roxy Raye, por Anal Acrobats 7. Al año siguiente logró la nominación a Artista femenina no reconocida del año, en el último año que dicha categoría existió en dichos galardones.
En 2017 logró también su primera nominación en los Premios XBIZ a la Mejor escena de sexo en película lésbica, junto a Misha Cross y Jessie Volt, por Hard in Love.
En enero de 2018, el estudio Evil Angel, con el que había participado en diversas producciones le dio la oportunidad de trabajar con ellos como directora, realizando hasta la fecha más de 350 cintas tras las cámaras, muchas de ellas con el sello de John Stagliano, siendo su debut como cineasta Double Anal Sluts. Su labor como directora le ha valido la nominación en la parcela europea de los Premios XBIZ a Director del año en 2018, 2019 y 2020.
Hasta la actualidad, ha participado en más de 360 películas como actriz.

## Premios y nominaciones
| Año  | Ceremonia                   | Resultado | Premio                                        | Trabajo               |
| ---- | --------------------------- | --------- | --------------------------------------------- | --------------------- |
| 2013 | Premios AVN                 | Nominada  | Mejor escena escandalosa de sexo              | Anal Acrobats 7       |
| 2013 | Spank Bank Awards           | Nominada  | Pussy Eating Princess of the Year             | —                     |
| 2014 | Premios AVN                 | Nominada  | Artista femenina no reconocida del año        | —                     |
| 2014 | Spank Bank Awards           | Nominada  | Asshole (The Sexy Kind) of the Year           | —                     |
| 2014 | Spank Bank Awards           | Nominada  | Clam Crazed Cooze of the Year                 | —                     |
| 2014 | Spank Bank Awards           | Nominada  | Masturbator of the Year                       | —                     |
| 2014 | Spank Bank Awards           | Nominada  | The New Definition of 'Sexy'                  | —                     |
| 2015 | Premios AVN                 | Nominada  | Premio fan: Actriz más estrafalaria           | —                     |
| 2015 | Spank Bank Awards           | Nominada  | Life Sized Human Hand Puppet                  | —                     |
| 2015 | Spank Bank Awards           | Nominada  | Masturbator of the Year                       | —                     |
| 2015 | Spank Bank Awards           | Nominada  | Two Hot Dogs in a Hallway                     | —                     |
| 2016 | Spank Bank Awards           | Nominada  | Bionic Butthole                               | —                     |
| 2016 | Spank Bank Awards           | Nominada  | Life Sized Human Hand Puppet                  | —                     |
| 2016 | Spank Bank Awards           | Nominada  | The Dirtiest Player in the Game               | —                     |
| 2016 | Spank Bank Awards           | Nominada  | Tortured Fuck Doll of the Year                | —                     |
| 2016 | Spank Bank Technical Awards | Ganadora  | Rembrandt of the Gape                         | —                     |
| 2017 | Premios XBIZ                | Nominada  | Mejor escena de sexo en película lésbica      | Hard in Love          |
| 2018 | Premios XBIZ Europa         | Nominada  | Director/a del año                            | —                     |
| 2018 | Spank Bank Awards           | Nominada  | Deepest Throat                                | —                     |
| 2018 | Spank Bank Awards           | Nominada  | Life Sized Human Hand Puppet                  | —                     |
| 2018 | Spank Bank Awards           | Nominada  | Three Kielbasas in a Corridor                 | —                     |
| 2019 | Premios XBIZ Europa         | Nominada  | Director/a del año                            | —                     |
| 2020 | Premios XBIZ Europa         | Nominada  | Director/a del año                            | —                     |
| 2021 | Premios AVN                 | Nominada  | Mejor escena de sexo en producción extranjera | I Fucking Love Berlin |